# Stazione di Cocquio-Trevisago
Stazione di Cocquio-Trevisago vasútállomás Olaszországban, Lombardia régióban, Cocquio-Trevisago településen.

## Vasútvonalak
Az állomást az alábbi vasútvonalak érintik:
- Saronno-Laveno-vasútvonal

## Kapcsolódó állomások
A vasútállomáshoz az alábbi állomások vannak a legközelebb:
- Stazione di Gemonio
- Stazione di Gavirate Verbano